# Bone Falch Rønne
Bone Falch Rønne (født 20. december 1764, død 13. maj 1833) var en dansk præst. Han var far till Christian Frederik Rønne.
Rønne, der var sognepræst i Lyngby, var stifter af Det Danske Missionsselskab i 1821.